# رخص بي إس دي
رخص بي.إس.دي هي عائلة رخص برمجيات حرة متساهلة. استخدمت أصلا مع بي إس دي، نظام التشغيل شبيه يونيكس الذي سُميّت لأجله الرخصة. ملاك بي إس دي الأوائل هم أوصياء جامعة كاليفورنيا لأن بي إس دي كُتب بداية في جامعة كاليفورنيا في بيركلي. تم تنقيح النسخة الأولى من الرخصة مما أدى إلى إصدار رخص أصح، سميت رخص بي إس دي المعدلة. الاختلافات تراوحت بين التساهل وأحيانا اختلافات هامة تتعلق بتوافق الرخص، وسميت «طراز رخص بي إس دي». العديد من الرخص الشبيهة ببي إس دي، من ضمنها رخصة بي إس دي الحديثة، تم اعتمادها من قبل مبادرة المصادر المفتوحة على أساس توافقها مع تعريفهم للمصادر المفتوحة.
تحتوي الرخص القليل من القيود بالمقارنة مع رخصة جنو العمومية أو حتى القيود الافتراضية المشمولة في حقوق النشر، مما جعلها نسبيا أقرب إلى الملكية العامة.

## نص الرخصة
نص الرخصة يعتبر في الملكية العامة، لذا يمكن تعديلها دون قيود.
جميع الحقوق محفوظة.
يُسمح بإعادة توزيع واستخدام الشيفرة المصدر أو الملفات الثنائية، مع أو بدون تعديل، شرط الحفاظ على الشروط التالية:
- إعادة توزيع الشيفرة المصدر يجب أن تبقي على ملاحظة حفظ الحقوق أعلاه وهذه الشروط والتنصل التالي.
- إعادة توزيع الملفات الثنائية يجب أن تظهر حقوق النسخ أعلاه وهذه الشروط والتنصل التالي في الوثائق و/أو في المواد المزودة من قبل التوزيع.
- لا يجوز استخدام اسم <المنظمة> أو أجد المنتسبين لها للتصديق على أو ترقية المنتجات المشتقة من هذا البرنامج من دون إذن خطي مسبق.

## وصلات خارجية
- قالب رخصة بي.إس.دي.
- مشكلة رخصة بي.إس.دي (مشروع جنو).
- تعريف رخصة بي.إس.دي، من قبل مشروع معلومات لينكس (LINFO).